# 平頭山
平頭山（英語：Mount Heitō），是南極洲的山峰，位於毛德皇后地的哈拉爾王子海岸，屬於朗霍夫德山的一部分，海拔高度495米，根據日本探險隊的測量和拍攝的空中照片繪入地圖，現時由南極條約體系管理。